# ハイデルベルク・マテリアルズ
ハイデルベルク・マテリアルズ（独: Heidelberg Materials AG、FWB: HEI）は、ドイツに本社を置くセメント会社である。セメントメーカーとしては世界第4位(2021)。ホルシム、セメックスなどと並び、セメントメジャーの一角に挙げられる。2022年現在、ヨーロッパ、アジア、北米、アフリカなどの50カ国以上で事業を行っており、年間セメント生産量は約2億トンに上る。

## 歴史

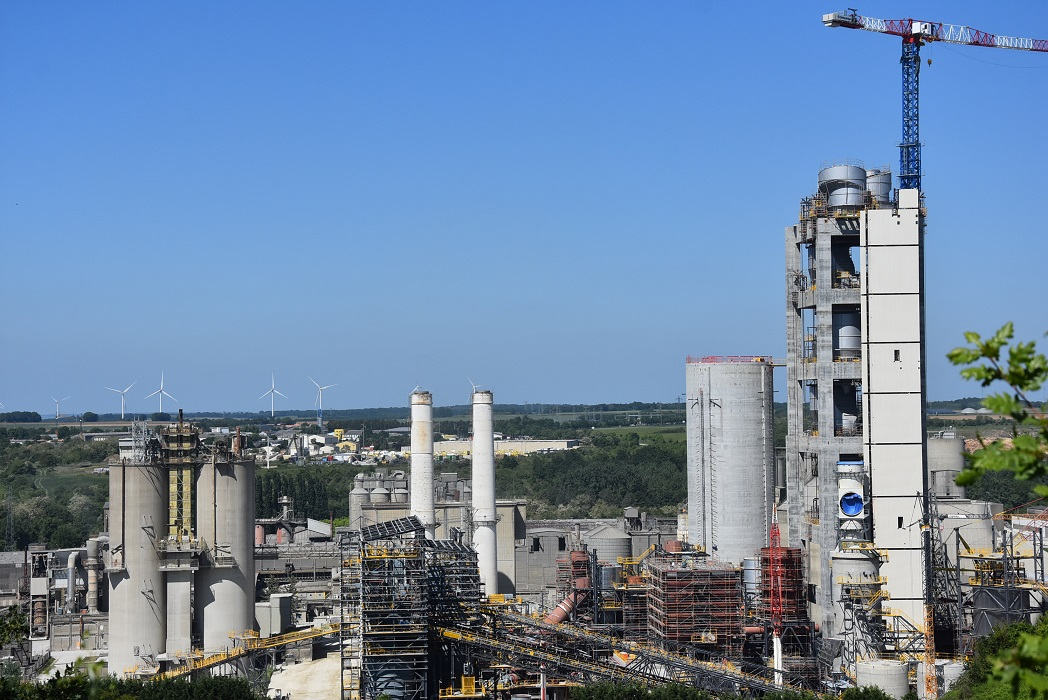
フランスでセメント工場が建設中、2025年春

1874年、ハイデルベルクでJohann Philipp Schifferdeckerが創業。1896年の年間セメント生産能力は8万トンであった。1914年以降ドイツ国内の企業を買収しつつ規模を拡大していき、1936年の年間生産能力は100万トンに達した。しかしながら1960年代末まで、同社の営業領域はドイツ南部のみに留まっていた。
1970年代以降、積極的なM&Aを繰り返し世界的なセメントメジャーの座に上り詰めた。主なM&Aは以下の通り。
- 1972年、フランスのVicat Cementの一部を買収、同年の年間生産能力は830万トンとなった。
- 1977年、アメリカのLehigh Cementを買収。
- 1993年、ベルギーのSA Cimenteries CBRの一部を買収、その後完全買収。
- 1995年、China Century Cement Ltdを通じて中国に進出。
- 1999年、ノルウェーのScancemを買収。
- 2001年、インドネシアのIndocementを買収。
- 2007年8月、イギリスの骨材大手ハンソン（en:Hanson plc）を140億ユーロで買収。
- 2016年、イタリアのイタルチェメンティの株式の45％を買収[3]。
- 2022年9月、社名をハイデルベルクセメントから現社名に変更[4]。